# Irina Slavina
Irina Slavina, född Ирина Вячеславовна Мурахтаева den 8 januari 1973 i Gorkij, Ryska SFSR, Sovjetunionen, död den 2 oktober 2020 i Nizjnij Novgorod, Ryssland (samma stad med återtaget, äldre namn], var en rysk journalist. Hon var chefredaktör för den lokala nyhetssajten Koza Press. I mars 2019 fälldes Slavina för att ha anordnat en marsch till minne åt den mördade politikern och Putin-kritikern Boris Nemtsov. Senare samma år fälldes hon för ringaktning av de ryska myndigheterna. Den 1 oktober 2020 genomsökte rysk säkerhetspolis Slavinas bostad och beslagtog hennes datorer; Slavina misstänktes för att ha haft samröre med Michail Chodorkovskij och Öppna Ryssland. Dagen därpå brände sig Slavina till döds framför polishögkvarteret i Nizjnij Novgorod (mittemot tunnelbanestationen Gorkovskaja).